# Colonia Adolfo López Mateos, Oaxaca
Colonia Adolfo López Mateos är en ort i Mexiko.   Den ligger i kommunen Heroica Ciudad de Tlaxiaco och delstaten Oaxaca, i den sydöstra delen av landet, 280 km sydost om huvudstaden Mexico City. Colonia Adolfo López Mateos ligger 2 112 meter över havet och antalet invånare är 535.
Terrängen runt Colonia Adolfo López Mateos är lite kuperad. Runt Colonia Adolfo López Mateos är det ganska tätbefolkat, med 83 invånare per kvadratkilometer. Närmaste större samhälle är Heroica Ciudad de Tlaxiaco, 3,1 km söder om Colonia Adolfo López Mateos. I omgivningarna runt Colonia Adolfo López Mateos växer huvudsakligen savannskog.